# Wil McCarthy
Œuvres principales
- Collapsium

Wil McCarthy, né le 16 septembre 1966 à Princeton dans le New Jersey, est un romancier américain de science-fiction.

## Œuvres

### SérieAggressor Six
1. (en) Aggressor Six, 1994
2. (en) The Fall of Sirius, 1996

### SérieQueendom of Sol
1. Collapsium, Presses de la Cité, 2007 ((en) The Collapsium, 2000), trad. Thierry Arson  (ISBN 978-2-258-07232-9)
2. (en) The Wellstone, 2003
3. (en) Lost in Transmission, 2004
4. (en) To Crush the Moon, 2005

### SérieRich Man's Sky
1. (en) Rich Man's Sky, 2021
2. (en) Poor Man's Sky, 2023
3. (en) Beggar’s Sky, 2024

### Romans indépendants
- (en) Flies from the Amber, 1995
- (en) Murder in the Solid State, 1996
- (en) Bloom, 1998
- (en) Antediluvian, 2019
- (en) Rich Man’s Sky, 2021Prix Prometheus 2022